# Zack Gómez
Zack Gómez (Madrid, 14 de marzo de 1995) es un actor y cantante español, conocido por sus papeles como Alex Castro en Bajo la rosa y Cristian en Heridas.

## Biografía
Zack Gómez salió del armario como hombre trans a la edad de 13 años, cuando decidió contárselo a sus padres. No fue hasta varios años después que decidió expresar su identidad públicamente.

### Carrera
En 2020, Zack Gómez saltó a la fama tras protagonizar la obra de teatro Transformación, dirigida por Paloma Pedrero, y que tuvo lugar en el Teatro Maria Guerrero. En 2021 lanzó el sencillo "Villain Boy", una canción de música rap que buscaba visibilizar las realidades trans a través de la música. Ese mismo año protagonizó el cortometraje de terror Hotel Malángel.
En 2022 formó parte del reparto principal de la serie de Atresmedia Heridas, interpretando el papel de Cristian. Ese mismo año comenzó a trabajar en el rodaje del cortometraje dramático Transición, de David Velduque, formando parte del reparto.

## Filmografía

### Cine
| Año  | Título         | Papel       | Notas        |
| ---- | -------------- | ----------- | ------------ |
| 2013 | Media          | E           | Cortometraje |
| 2016 | #Eurodrama     | Miki        | Cortometraje |
| 2017 | Bajo la rosa   | Alex Castro | Película     |
| 2020 | La visita      | Adrián      | Cortometraje |
| 2021 | Hotel Malángel |             | Cortometraje |
| 2023 | Transición     |             | Cortometraje |

### Televisión
| Año  | Título               | Papel          | Notas        |
| ---- | -------------------- | -------------- | ------------ |
| 2015 | Centro médico        |                | 1 episodio   |
| 2020 | Amar es para siempre | Jonathan       | 11 episodios |
| 2020 | Por H o por B        | El Pilas       | 1 episodio   |
| 2022 | Heridas              | Cristian       | 9 episodios  |
| 2022 | Vampire Academy      | Tunnel Dhampir | 1 episodio   |
| 2025 | Mariliendre          | Javi           | 1 episodio   |